# Athletics Fiji
La Athletics Fiji è la federazione sportiva che si occupa dell'atletica leggera nelle Figi.

## Storia
Fu fondata nel 1947 con il nome di Fiji Amateur Athletics Association e dal 1950 è affiliata alla World Athletics. È membro anche dell'Associazione Sportiva e Comitato Olimpico Nazionale delle Figi.

## Consiglio federale
- Presidente
  - Joseph Rodan Senior
- Vicepresidente e segretario federale
  - Filimoni Vuli Waqa
- Tesoriere
  - Usaia Tunaulu
- Consiglieri
  - Joseph Rodan Junior, Paul Yee, Makalesi Batimala, Albert Wise, Albert Miller[2]